# Polydesmus scutatus
Polydesmus scutatus är en mångfotingart som beskrevs av Peters 1864. Polydesmus scutatus ingår i släktet Polydesmus och familjen plattdubbelfotingar. Inga underarter finns listade i Catalogue of Life.